# Hemibystra
Hemibystra is een geslacht van insecten uit de orde vliesvleugeligen (Hymenoptera) en de familie Ichneumonidae.

## Soorten
- H. aequabilis Heinrich, 1968
- H. amboimensis Heinrich, 1968
- H. aneides Heinrich, 1968
- H. anura Heinrich, 1968
- H. brevispina (Heinrich, 1938)
- H. brincki Heinrich, 1968
- H. brunnea Heinrich, 1968
- H. brunneops Heinrich, 1968
- H. brunnescens Heinrich, 1968
- H. bystromorpha Heinrich, 1968
- H. dilatata Heinrich, 1968
- H. erythrocephala (Cameron, 1906)
- H. gabela Heinrich, 1968
- H. gracilis (Szepligeti, 1908)
- H. impuncta Heinrich, 1968
- H. infulata Heinrich, 1968
- H. maculicoxalis Heinrich, 1968
- H. mocoensis Heinrich, 1968
- H. nigrosparsa Heinrich, 1968
- H. persiba (Tosquinet, 1896)
- H. rungwemontis Heinrich, 1968
- H. ufipicola Heinrich, 1968
- H. ulugurensis Heinrich, 1968
- H. variegaticeps Heinrich, 1968